# 海游路站
海游路站，位于中华人民共和国山东省青岛市崂山区香港东路与海游路交叉口地下，是青岛地铁2号线的地铁车站。

## 沿革
- 2017年12月10日，青岛地铁2号线一期东段全线通车，该站投入使用。

## 车站结构
此站呈东西走向，位于香港东路下方。
- 下行站牌

| 地面 |                    | A-B出入口                        |  |  |
| B1层 | 站厅               | 客服中心、自动售票机、进出站闸机 |  |  |
| B2层 |                    | 2号线 往四川路（轮渡）（麦岛）   |  |  |
|      | 岛式站台，左侧开门 |                                  |  |  |
|      |                    | 2号线 往李村公园（海川路）       |  |  |

## 出入口
- ：香港东路北侧、中国海洋大学东南门西侧
- ：香港东路南侧、海游路东侧
  - 图例： 设有

## 公共艺术
该站点毗邻中国海洋大学浮山校区和极地海洋公园，因此站内设计具有海洋特色的天花板和艺术墙，美观大方。站内艺术墙作品《学海遨游》主要采用海洋学知识笔记为素材，将船舶知识、海洋气象学、洋流、微生物等图形、文字、符号艺术化处理成的淡蓝色的波浪、水泡，体现出了海洋大学的高校特色，同时还有一些鲅鱼等水产造型设计，与青岛市民的生活亦非常贴近。不少青岛市民认为，该站在同批次新开站点中最有特色、最漂亮，因此纷纷在艺术墙边拍照，发到网上。
- 站内艺术墙
- 站台层顶棚

## 车站周边
- 中国海洋大学浮山校区